# Karl Piutti
Karl Piutti (també Carl), Elgersburg, (Turíngia), 30 d'abril de 1846 - Leipzig, 17 de juny de 1902) fou un compositor, virtuós organista, professor i crític musical alemany.
S'educà en el Conservatori de Leipzig, on aconseguí una plaça d'organista de l'església de Sant Tomas d'aquella ciutat. Més tard va ser professor en aquell conservatori tenint alumnes com Max Filke,George Maximilian Fest, Sergei Bortkiewicz. Fou un notable compositor d'orgue, havent pintat amb gran mestressa i habilitat els elements musicals moderns en les tradicions de l'època clàssica de la composició per a orgue.
Se li deuen sis fantasies en forma de fugues, diverses sonates, vuit preludis, cinc preludis de coral, etc. També va compondre uns motets excel·lents i himnes, alguns cants corals profans, lieder amb acompanyament de piano i orgue i algunes peces per a piano.
A més, va escriure, Regelu und erlänterungen zum Studium der Musikthorie (Leipzig, 1883).